# .ml
.ml је највиши Интернет домен државних кодова за Мали. Слично .yu домену, има уређене поддомене, рецимо .org или .com.

## Поддомени
- - академски
- - комерцијални
- - владин
- - организације